# Hewlett-Packard
Hewlett-Packard, eller HP, var ett amerikanskt företag som numera huvudsakligen tillverkar persondatorer, skrivare, servrar, digitalkameror, handdatorer, miniräknare och tjänster.
I början av september 2001 meddelade företagets ledning att de genom ett aktieutbyte köpte företaget Compaq för ungefär 20 miljarder dollar. Därmed var ett av datorindustrins största uppköp ett faktum.
HP har vuxit genom egen tillväxt samt genom uppköp av Apollo Computer (1989), Convex Computer (1995) och Compaq (2002). Compaq hade i sin tur redan tidigare köpt upp Tandem Computers (1997) och Digital Equipment Corporation, DEC (1998). HP tog även över Compaqs roll som en av BMW Williams F1 Teams huvudsponsorer.
I november 2009 meddelade HP förvärvet av 3Com, och den 28 april 2010 tillkännagav HP att man köper upp Palm för 1,2 miljarder dollar. Den 16 maj 2010 var förvärvet av Palm slutgiltigt.
2015 delades Hewlett-Packard upp i två företag. HP Inc, som bland annat saluför datorer och skrivare, listas fortfarande på New York-börsen som HPQ, medan Hewlett Packard Enterprise, som främst sysslar med servrar och nätverk, är listat som HPE.

## Tidig historia
Företaget började sin verksamhet i ett garage av William "Bill" Hewlett och David "Dave" Packard 1939. De två singlade slant om vems efternamn som skulle få inleda företagsnamnet. De hade lärt känna varandra när de studerade på Stanford University. En av deras lärare, Frederick Terman, försökte få studenter att etablera sig i området efter examen för att få synergieffekter med universitet. Hewlett och Packard anses vara de första som gjorde det och därför räknas företaget och garaget som födelseplatsen och inledningen på elektronikindustricentrat Silicon Valley. Deras första kommersiellt gångbara produkt var en tongenerator, med goda prestanda till lågt pris. En tidig stororder gick till Walt Disney Productions, som behövde verktyg för att göra musiken till filmen Fantasia.
Under andra världskriget gjorde de antiradarutrustning och elektriska säkringar till artillerigranater, vilket befriade David Packard från militärtjänstgöring, men William Hewlett tjänstgjorde i signaltrupperna och efter krigsslutet var han med i en grupp som undersökte Japans industri.
Hewlett-Packard var pionjärer med förmåner till sina anställda gällande vinstdelning och sjukförsäkringar. För att bevara dynamiken och individansvaret som de menade finns i små företag strävade de efter att företagets avdelningar skulle indelas produktvis med egen utveckling och marknadsföring. Företagsorganisationen tillsammans med personalvårdsinsatserna har skapat begreppet "the HP way", ungefär "HP-sättet".
Företaget utvecklade och sålde kvalificerade elektroniska mätinstrument och -utrustning för forskning, undervisning och industri inom elektronikbranschen. Så småningom fick de även stora kunder inom medicin- och läkemedelsindustrin. Mot slutet av 1960-talet utökades produkterna med bords- och fickkalkylatorer samt datorer med kringutrustning. År 1999 delades företaget upp i två självständiga delar. Datautrustningarna stannade hos Hewlett-Packard, medan mätutrustningarna togs om hand av ett nybildat företag, Agilent Technologies.

## Galleri

Hewlett-Packards första logotyp.
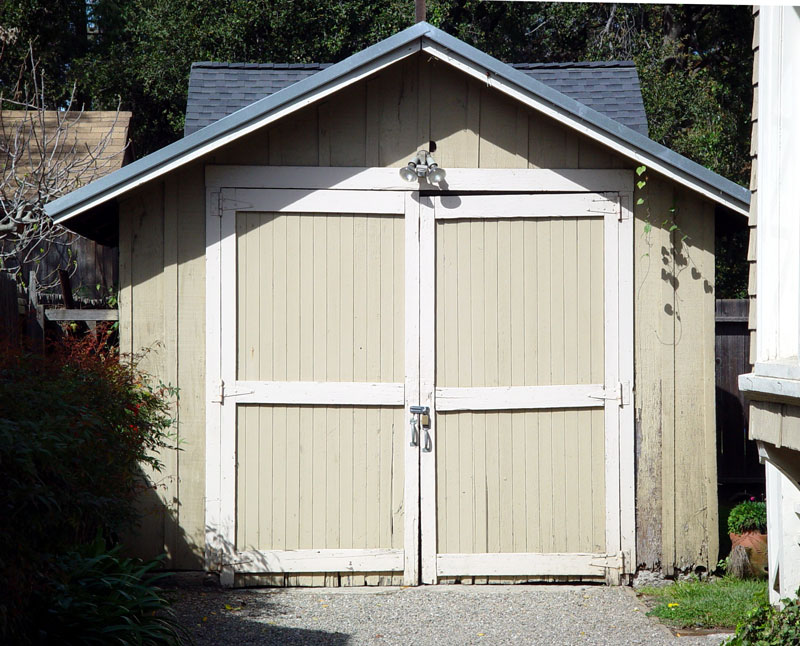
Garaget i Palo Alto där HP grundades.
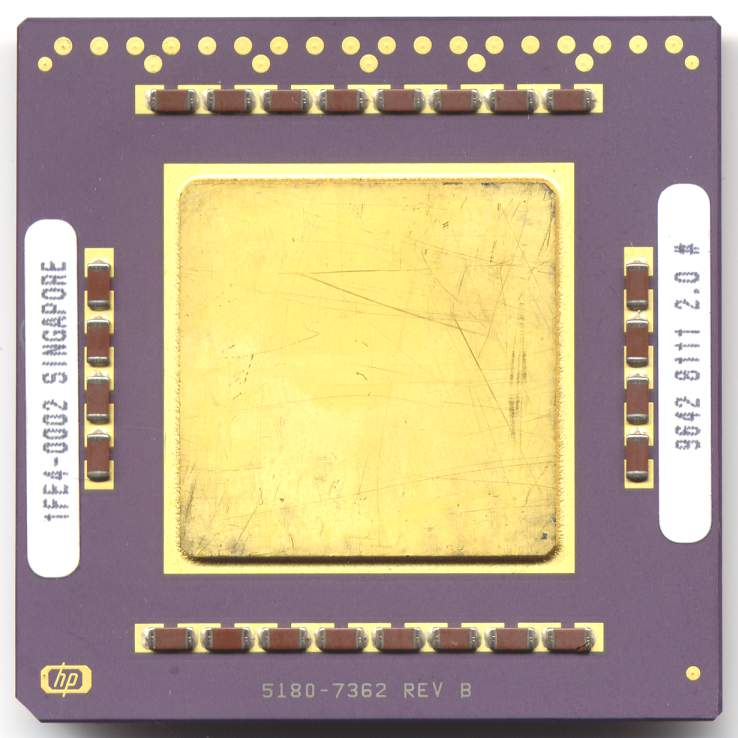
RISC-baserad microprocessor.
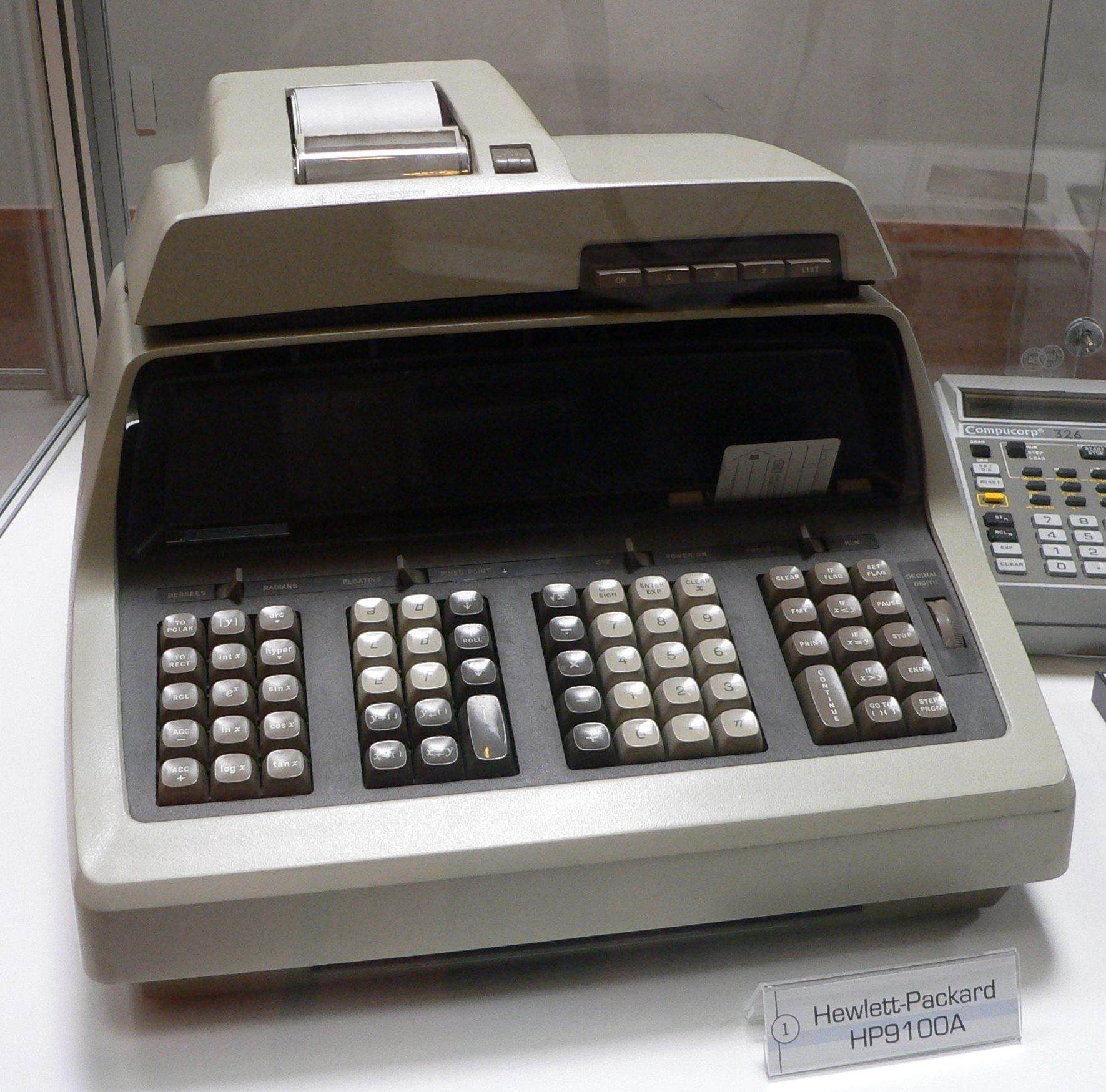
Hewlett-Packard 9100A.
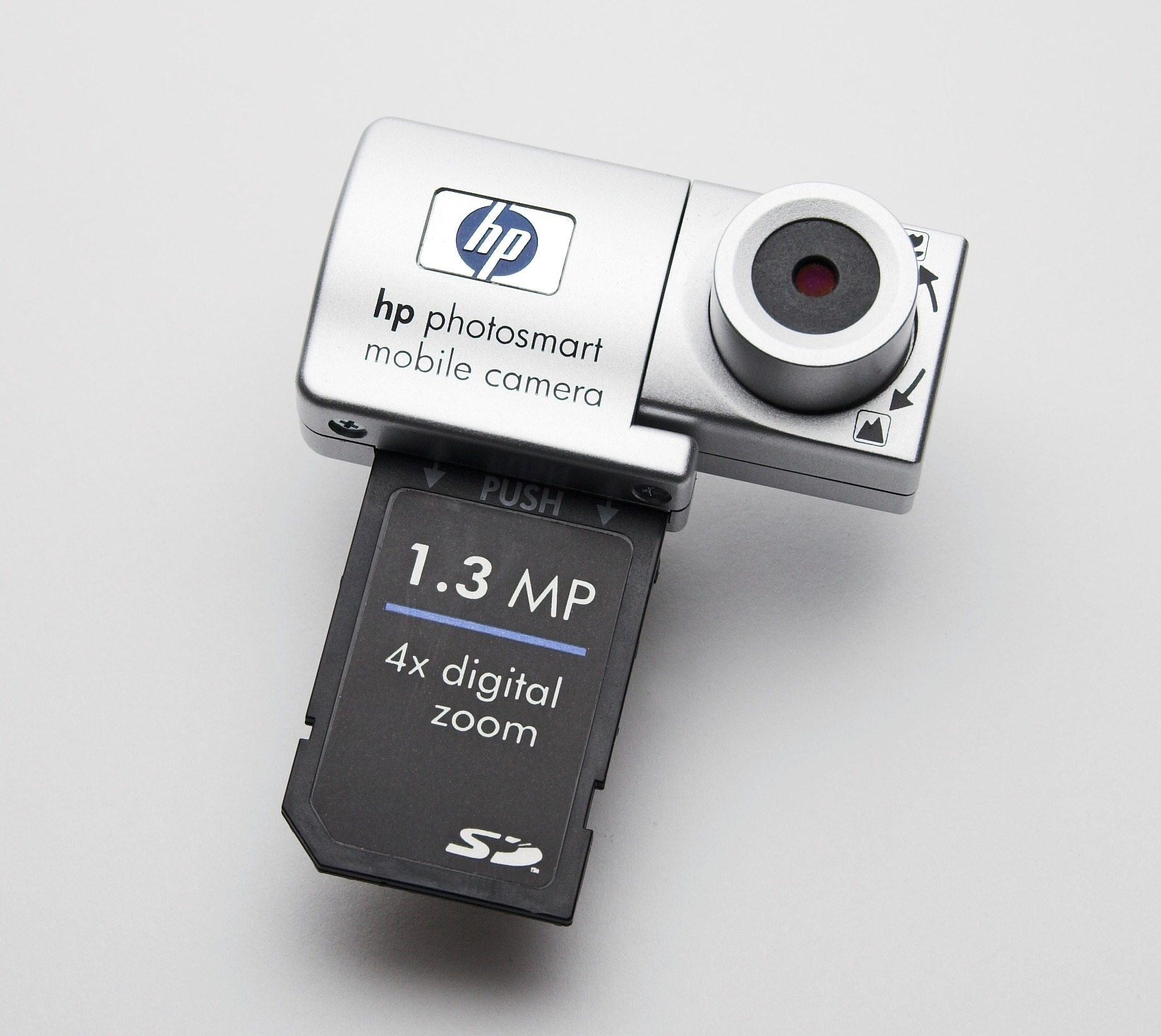
En kamera som använder SDIO-gränssnittet.
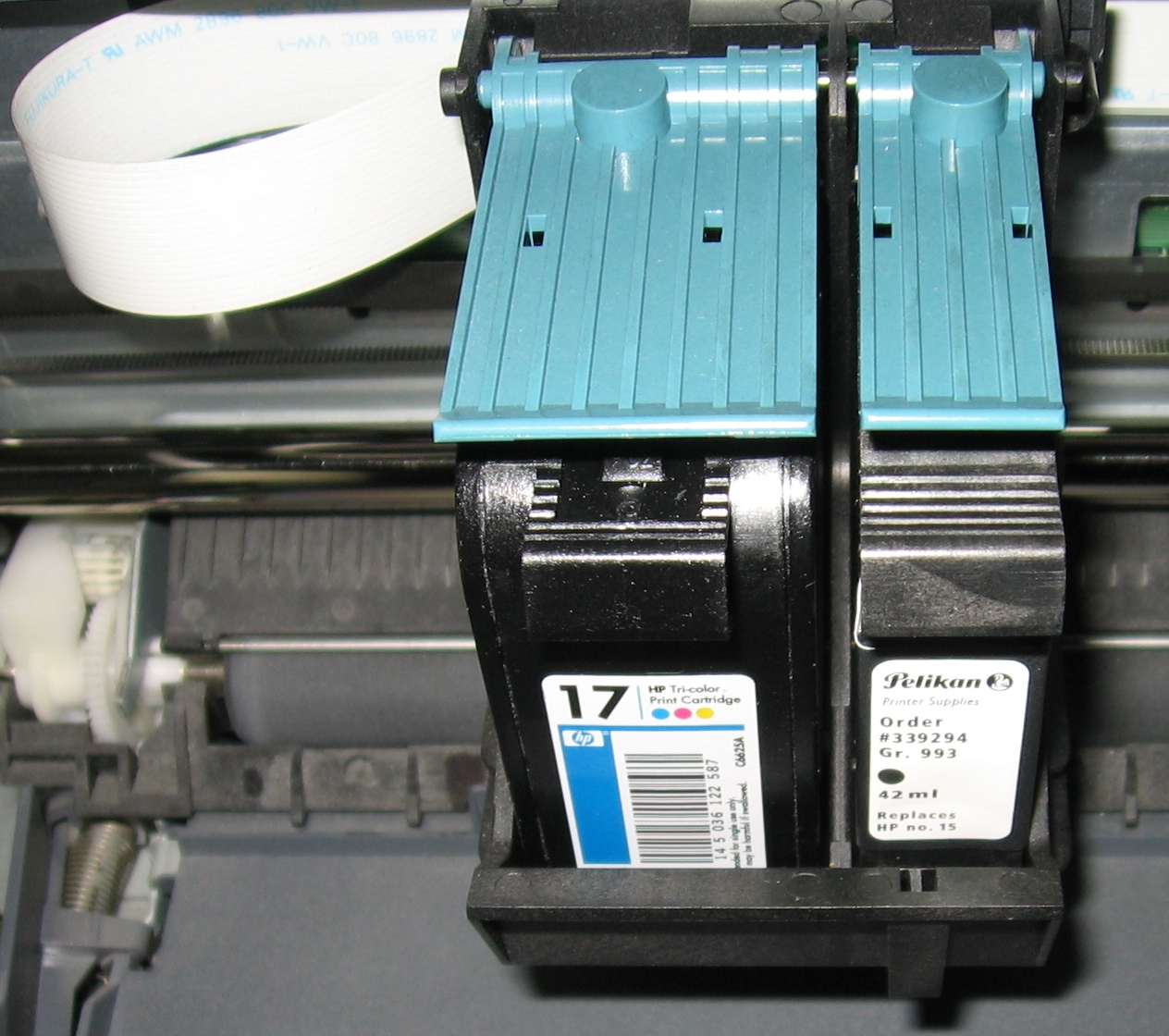
Bläckpatroner till skrivare från Hewlett-Packard.
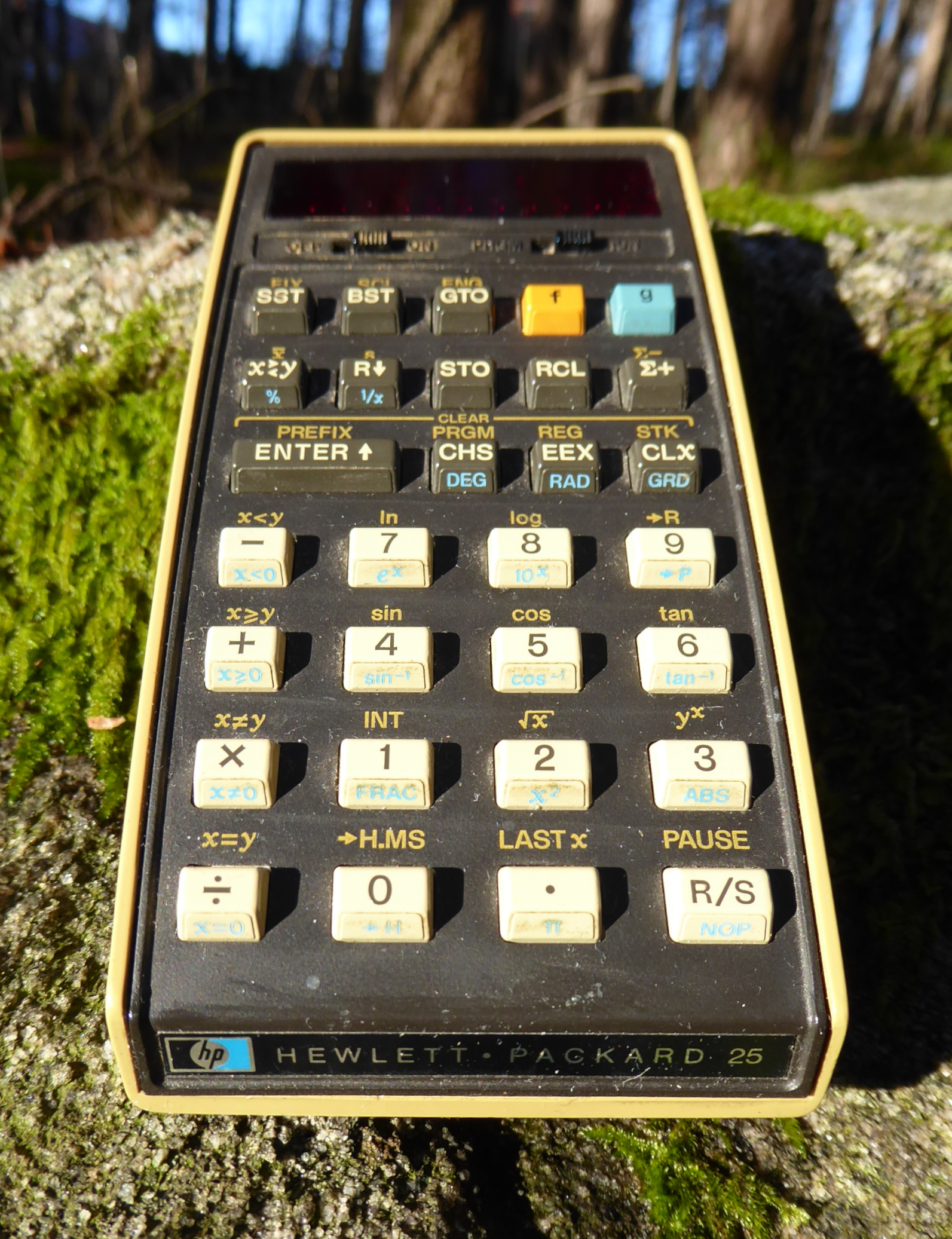
Miniräknaren HP-25 producerades 1975-1978.